# Brève Traversée
Pour plus de détails, voir Fiche technique et Distribution.
Brève Traversée  est un téléfilm français réalisé par Catherine Breillat, sorti en 2001. 
Œuvre commandée par la chaîne culturelle Arte, ce film fait partie de la collection « Masculin/Féminin » regroupant les films de dix réalisateurs. Il a été présenté dans plusieurs festivals de cinéma.

## Synopsis
Ce film narre la rencontre sensuelle entre la Britannique Alice, une jeune femme de 30 ans, mariée et mère de famille, et Thomas, adolescent français de 16 ans, durant la traversée sur un ferry reliant la France à l'Angleterre.

## Fiche technique
- Titre : Brève Traversée
- Réalisation : Catherine Breillat
- Scénario : Catherine Breillat
- Musique : Marc Filippi
- Directeur de la photographie : Eric Gautier
- Montage : Pascale Chavance
- Décors : Frédérique Belvaux
- Costumes : Catherine Meillan
- Directeur de Production : Mat Troi Day
- Société de production : Arte
- Société de distribution : Pyramide Distribution
- Pays d'origine :  France
- Langue originale : français , anglais
- Format : Couleur - 1,70:1 -  35 mm
- Genre : Film dramatique
- Dates de sortie : 
  -  France : 7 novembre 2001 (Rencontres Internationales de Cinéma à Paris)

## Distribution
- Sarah Pratt : Alice
- Gilles Guillain : Thomas
- Marc Filippi : Le magicien
- Laëtitia Lopez : L'assistante du magicien
- Marc Jablonski : Le cuisinier